# Czech Open 2022
Il Czech Open 2022 è stato un torneo maschile di tennis professionistico. È stata la 29ª edizione del torneo, facente parte della categoria Challenger 100 nell'ambito dell'ATP Challenger Tour 2022, con un montepremi di 90 280 €. Si è svolto dal 30 maggio al 5 giugno 2022 sui campi in terra rossa del TK Agrofert Prostejov di Prostějov in Repubblica Ceca.

## Partecipanti

### Teste di serie
| Nazionalità | Giocatore      | Ranking* | Testa di serie |
| ----------- | -------------- | -------- | -------------- |
| Argentina   | Federico Coria | 54       | 1              |
| Rep. Ceca   | Jiří Veselý    | 73       | 2              |
| Rep. Ceca   | Jiří Lehečka   | 77       | 3              |
| Spagna      | Pablo Andújar  | 98       | 4              |
| Slovacchia  | Norbert Gombos | 112      | 5              |
| Svezia      | Elias Ymer     | 127      | 6              |
| Slovacchia  | Andrej Martin  | 128      | 7              |
| Rep. Ceca   | Zdeněk Kolář   | 134      | 8              |

* Ranking al 23 maggio 2022.

### Altri partecipanti
I seguenti giocatori hanno ricevuto una wild card per il tabellone principale:
- Martin Krumich
- Hamad Međedović
- Lukáš Pokorný

Il seguente giocatore è entrato in tabellone come special exempt:
- Lukáš Klein

Il seguente giocatore è entrato in tabellone come alternate:
- Vitaliy Sachko

I seguenti giocatori sono passati dalle qualificazioni:
- Lucas Miedler
- Alexander Erler
- Francisco Comesaña
- Térence Atmane
- Martín Cuevas
- Fábián Marozsán

I seguenti giocatori sono entrati in tabellone come lucky loser:
- Louis Wessels
- Calvin Hemery
- Benjamin Hassan

## Campioni

### Singolare
Vít Kopřiva ha sconfitto in finale  Dalibor Svrčina con il punteggio di 6–2, 6–2.

### Doppio
Yuki Bhambri /  Saketh Myneni hanno sconfitto in finale  Roman Jebavý /  Andrej Martin con il punteggio di 6–3, 7–5.